# 權貴復仇
《權貴復仇》，為韓國SBS於2023年1月6日起播出的金土連續劇，由電影導演李元泰與《女王的教室》、《太陽的後裔》編劇金元碩合作打造。講述被檢察部門與黑道吸血蟲互相勾結的"法錢"組織視為自己人的私募基金會長，如何與組織對抗到底從而實踐正義的故事。
全球由Prime Video獨家播出。

## 演員陣容

### 主要人物
| 演員                                     | 角色   | 介紹 |
| 李善均 （童年：李天茂） （少年：尹正日） | 殷勇   | 孤兒出身的隱遁型商人，全球私募基金會長兼投資總負責人。自小與姐姐相依為命，少年時為生計與朋友搶劫一同被捕，在1990年獲釋後因別無選擇只能加入幫派當打手。同年因搭救當時仍為中學生的朴俊京被其母尹惠琳收為養子。為人正直慈愛的尹惠琳加深了殷勇本欲脫離黑道的想法。直到1998年獲明仁柱賞識其對數字過目不忘的本領，得以協助打理其高利貸事業及兼任私人司機。2003年因不齒明仁柱行事作風而自立門戶，此舉讓明仁柱對其動殺機，死裡逃生後施展財技讓明仁柱損失慘重逼使議和，承諾在不傷害家人的前提下遠走蒙古斷絕所有聯絡，惟明仁柱仍於2010年設局逼使尹惠琳自殺並吞併其企業。此事於4年後才讓殷勇得悉並決定回韓國報仇。 |
| 文彩元 （少年：韓東希）                  | 朴俊京 | 司法考試和研修院雙首席畢業的精英法務官陸軍少校。拒絕大型律師事務所的邀請而選擇當檢察官的人。作爲刑事部檢察官每天都忙得不可開交，後來因母親牽涉行賄案件被黃基碩脅迫作虛假文書藉此讓母親獲釋，然而黃基碩事後反過來以此事逼使其母自殺，此事讓她離開檢察部並加入軍隊，以軍事法務官的身份進行冷酷報復。 |
| 姜有皙 （童年：郑敏俊） （少年：徐允赫） | 張泰春 | 殷勇的外甥。是比任何人都想出人頭地的刑事部第3年檢察官。雖然因爲畢業於地方大學而成爲檢察機關內部的局外人，但他卻燃起了總有一天會升入首爾地方檢察廳7層特殊搜查部的鬥志，其想法給黃基碩洞悉並加以籠絡，爲此曾一度動搖，然而黃基碩得悉他與殷勇的關係後立刻決定要鬥垮他，讓他決心與舅舅殷勇一起對抗「法律」和「金錢」。 |
| 朴勳                                     | 黃基碩 | 首爾地檢特殊部長。21歲的他踏上了司法考試少年及第、研修院次席、法務官、首爾地方檢察廳初任令等無可挑剔的精英路線後，成長爲特殊通線的核心智囊，無論給他帶來什麼案件，都能按照自己的口味做料理，在檢察機關內部被稱爲「黃廚師」的人物。雖然是明仁柱的女婿卻只被視為收拾殘局的部下，冷酷寡言的臉孔暗藏自己對事業及權力的盤算。 |
| 金洪發                                   | 明仁柱 | 黃基碩的岳父。企業高利貸市場的大戶、構築「法律」和「金錢」聯手貪婪的地下金融教父。為人冷酷無情貪婪成性，即使明知把借貸人士逼上絕路也亳不在乎，就連出席葬禮用的帛金也是來自借貸者生前作抵押的錢。是個只相信錢的劣質商人。 |

### 我方陣線
| 演員                    | 角色   | 介紹 |
| 金美淑 （特別出演）     | 尹慧琳 | 朴俊晶的母親，風險投資公司Bluenet的最高經營者（CEO）。雖然因涉嫌賄賂長官（部長）而接受調查，但在一審中被判無罪，卻在朝野黨派的總統選舉競爭陰謀中成為犧牲品。                                                                             |
| 徐正妍 （青年：朴煥熙） | 殷智熙 | 殷勇的姐姐，張泰春的母親，孤兒出身的背景使得很早出身社會負起養家重擔。靠著當酒家女賺的錢養育殷勇及張泰春，殷勇出獄後當打手的豐厚酬金改善了他們的生活，其後用積蓄開設"毋忘我"酒吧，卻因長期陪酒患上酒精性失智，獲殷勇送到高級療養院休養。 |
| 金惠禾                  | 洪漢娜 | 說客出身的私募基金代表兼殷勇的合夥人，股票市場人稱「洪蝴蝶」。 |
| 崔德文                  | 南向日 | 檢察廳資深調查員，張泰春的拍檔，面面俱圓的性格讓他從檢察長到新人檢察官都有交情。表面上與世無爭其實內心富有正義感，得悉張泰春對抗腐敗勢力後決意全力支援。                                                                                 |
| 崔鄭仁                  | 咸贞   | 大檢察廳監察部檢察官。朴俊晶的舊相識，俊京在她產後回歸崗位時拜託幫忙替其母翻案，因言語誤會而不歡而散，然而俊晶在會面後遭明人祖部屬襲擊致重傷，深感愧疚而決定加入殷勇團隊對抗明人祖。                                                     |

### 黃基碩&明人祖陣線
| 演員                    | 角色   | 介紹 |
| 李基英                  | 吳昌炫 | GMI銀行代表理事，前首爾地方檢察廳檢察長及現任國會議員。靠著明人祖的資金三度競選總統但無功而還，唯一能讓橫行無忌的明仁祖俯首的政治家。對於明人祖未能輔助自己當選感到失望並打算改與殷勇合作，結果給明人祖和黃基碩聯手設局殺害並嫁禍給殷勇。 |
| 孫恩書                  | 明世熙 | 明仁柱的女兒、黃基碩的妻子，殷勇的前女友。夢想成爲青瓦臺男人的妻子。雖是明人祖的親女兒卻在父親眼中連金錢都不如，決心與黃基碩在殘酷現實中尋找活路。 |
| 崔民哲                  | 朴正洙 | 首爾地方檢察廳刑事5部部長，表面上看起來像是以正確的信念和正義感團結在一起的部長檢察官，但他卻有着爲自身利益和晉升不斷努力的野心。 |
| 朴正杓                  | 李英振 | 特殊搜查部部長檢察官，黃基碩的心腹。雖然深獲黃基碩信賴，然而在基碩失勢後不再隱藏極欲取而代之的想法。 |
| 權赫                    | 李秀東 | 普通檢察官出身的律師，明人祖的拍檔。張泰春少年時期傷人案的主控官，當時因收了殷勇賄款而從輕發落，其後又收了殷勇從股票市場贏了明人祖的巨額股份而拒絕對付殷勇。結果給明人祖設局而遭到開除並被逼當其律師協助打理非法生意藉此償還債務，其後明人祖為求自保決定將他滅口，僥倖逃脫後決定協助殷勇對抗明人祖。 |
| 元賢俊 （少年：金京浩） | 李振豪 | 資本市場流氓，殷勇在少年院的朋友。羨慕並期望能像殷勇一樣飛黃騰達，然而毒癮注定他只能一輩子聽命於明人祖，殷勇回韓國後多次奉命對付他，然而總讓他找到機會故意放他一馬。其後因刺傷朴俊京遭警方通緝，逃亡期間發現身體因長期吸毒而時日不多，朴俊晶康復後得悉明人祖為了自保打算將其滅口便搶先找到他並予以保護，得悉俊晶與殷勇的家人關係後對自己所為深感愧疚，便隻身到非法賭場搶回能給殷勇翻案的帳簿並壯烈犧牲。 |
| 李建明                  | 金勝泰 | 資本市場流氓、GMI銀行常務，明仁柱的心腹。殷勇和李振豪青年時期已經跟隨的幫派首腦，只要明人祖一個命令，就算是心腹也可毫不猶豫殺害的冷酷之人。多次協助明人祖對付殷勇，然而最後也遭到為了自保的明人祖設局殺害。 |
| 徐泳三                  | 南宰旭 | 大檢察廳監察部部長。 |

### 其他人物
| 演員   | 角色   | 介紹                                           |
| 權泰元 | 白仁秀 | 在野黨三選國會議員，檢察官出身。               |
| 趙英鎮 | 孫聖俊 | 前任中小風險企業部部長，現為在野黨政治人物。   |
|        | 李昌珉 | 又称汝矣島蘭博，知名投資人。                   |
| 金洛均 |        | 首爾地方檢察廳檢察官。                         |
| 姜學秀 |        | 首爾地方檢察廳檢察官。                         |
| 李承哲 | 韩元哲 | 首爾地方檢察廳總長。                           |
| 朴明申 | 金福順 | 又名金女士，東大門西區借款催收的合作社負責人。 |
| 申文成 | 權成旭 | 獄警。                                         |
| 全益玲 | 元智雅 | 負責朴俊晶毆打案的刑警。                       |
| 徐志焄 | 車東振 | 前藍網公司研發組組長。                         |
| 李石   |        | 火車上的小混混。                               |
| 黃成彬 | 崔應基 | 朴俊晶的保鑣。                                 |
| 李正彬 | 金珠妍 | 李秀東的情人。                                 |

## 原聲帶
- Part.1（發行日期：2023年1月6日）

| 曲序 | 曲目           | 演唱   | 时长 |
| ---- | -------------- | ------ | ---- |
| 1.   | Money          | 鄭東河 | 3:11 |
| 2.   | Money（Inst.） |        | 3:11 |

- Part.2（發行日期：2023年1月13日）

| 曲序 | 曲目               | 演唱 | 时长 |
| ---- | ------------------ | ---- | ---- |
| 1.   | 月光病（달빛앓이） | PL   | 3:51 |
| 2.   | 月光病（Inst.）    |      | 3:51 |

- Part.3（發行日期：2023年1月20日）

| 曲序 | 曲目             | 演唱      | 时长 |
| ---- | ---------------- | --------- | ---- |
| 1.   | 没關係（괜찮아） | The Stray | 3:44 |
| 2.   | 没關係（Inst.）  |           | 3:44 |

- Part.4（發行日期：2023年1月27日）

| 曲序 | 曲目                      | 演唱   | 时长 |
| ---- | ------------------------- | ------ | ---- |
| 1.   | Back In The Game          | 金基泰 | 2:58 |
| 2.   | Back In The Game（Inst.） |        | 2:58 |

- Part.5（發行日期：2023年2月3日）

| 曲序 | 曲目           | 演唱 | 时长 |
| ---- | -------------- | ---- | ---- |
| 1.   | 原地（제자리） | A+B  | 3:39 |
| 2.   | 原地（Inst.）  |      | 3:39 |

- Part.6（發行日期：2023年2月10日）

| 曲序 | 曲目                           | 演唱       | 时长 |
| ---- | ------------------------------ | ---------- | ---- |
| 1.   | 有你真好（네가 있어 다행이야） | Oh Hyunwoo | 3:36 |
| 2.   | 有你真好（Inst.）              |            | 3:36 |

## 收視率
| 季數 | 季數 | 每季集數 | 每季集數 | 每季集數 | 每季集數 | 每季集數 | 每季集數 | 每季集數 | 每季集數 | 每季集數 | 每季集數 | 每季集數 | 每季集數 |
| 季數 | 季數 | 1        | 2        | 3        | 4        | 5        | 6        | 7        | 8        | 9        | 10       | 11       | 12       |
| ---- | ---- | -------- | -------- | -------- | -------- | -------- | -------- | -------- | -------- | -------- | -------- | -------- | -------- |
|      | 1    | 1.582    | 1.392    | 1.607    | 1.697    | 1.798    | 1.293    | 1.992    | 2.008    | 2.016    | 1.793    | 2.084    | 1.971    |

| 集數       | 播出日期   | 尼爾森收視率     | 尼爾森收視率   | TNMS收視率       |
| 集數       | 播出日期   | 大韓民國（全國） | 首爾（首都圈） | 大韓民國（全國） |
| ---------- | ---------- | ---------------- | -------------- | ---------------- |
| 1          | 2023/01/06 | 8.7%             | 9.6%           | 6.4%             |
| 2          | 2023/01/07 | 7.4%             | 8.3%           | 6.4%             |
| 3          | 2023/01/13 | 8.7%             | 8.9%           | 8.3%             |
| 4          | 2023/01/14 | 9.6%             | 10.1%          |                  |
| 5          | 2023/01/20 | 9.5%             | 9.7%           | 8.1%             |
| 6          | 2023/01/21 | 7.1%             | 7.5%           | 7.3%             |
| 7          | 2023/01/27 | 11.1%            | 11.6%          |                  |
| 8          | 2023/01/28 | 10.7%            | 10.7%          | 9.2%             |
| 9          | 2023/02/03 | 11.1%            | 11.1%          | 10.4%            |
| 10         | 2023/02/04 | 9.5%             | 9.9%           | 8.6%             |
| 11         | 2023/02/10 | 11.4%            | 11.8%          | 9.7%             |
| 12         | 2023/02/11 | 11.1%            | 10.8%          | 10.2%            |
| 平均收視率 | 平均收視率 | 9.7%             | 10.0%          | －               |

- 收視最低的集數以藍色表示，收視最高的集數以紅色表示，而空格則表示該集的收視無相關數據。

## 奖项荣誉
| 年度   | 頒獎典禮    | 獎項                                        | 入圍者 | 結果 | 參考資料    |
| 2023年 | SBS演技大奖 | 迷你连续剧类型／动作剧部门 女子最优秀演技奖 | 文彩元 | 獲獎 | [ 6 ] [ 7 ] |
| 2023年 | SBS演技大奖 | 迷你连续剧类型／动作剧部门 女子优秀演技奖   | 孫恩書 | 提名 | [ 6 ] [ 7 ] |
| 2023年 | SBS演技大奖 | 迷你连续剧类型／动作剧部门 男子优秀演技奖   | 朴勳   | 提名 | [ 6 ] [ 7 ] |
| 2023年 | SBS演技大奖 | 迷你连续剧类型／动作剧部门 配角奖           | 金惠华 | 提名 | [ 6 ] [ 7 ] |
| 2023年 | SBS演技大奖 | 新人演技奖                                  | 姜有皙 | 獲獎 | [ 6 ] [ 7 ] |

## 外部連結
- 韓國SBS官方網站
- 在Prime Video上观看《權貴復仇 （页面存档备份，存于）》
- Daum上《權貴復仇》的資料

| SBS 金土劇                                      | SBS 金土劇                                   | SBS 金土劇 |
| ----------------------------------------------- | -------------------------------------------- | ---------- |
|                                                 | 法錢 （2023年1月6日－2023年2月11日）         |            |
| 災後調查日誌 （2022年11月12日－2022年12月30日） | 模範計程車2 （2023年2月17日－2023年4月15日） |            |